# Ascodipteron megastigmatos
Ascodipteron megastigmatos är en tvåvingeart som beskrevs av Jobling 1956. Ascodipteron megastigmatos ingår i släktet Ascodipteron och familjen lusflugor. Inga underarter finns listade i Catalogue of Life.